# Fagagna
Fagagna (friülà Feagne) és un municipi italià, dins de la província d'Udine. L'any 2007 tenia 6.271 habitants. Limita amb els municipis de Basiliano, Colloredo di Monte Albano, Martignacco, Mereto di Tomba, Moruzzo i Rive d'Arcano, San Vito di Fagagna.

## Administració
| Període | Identitat           | Partit        |
| ------- | ------------------- | ------------- |
| 2004-   | Gianluigi D'Orlandi | Llista cívica |